# الكسندر بيثيون
الكسندر بيثيون هو قسيس كندي، ولد في 28 أغسطس 1800، وتوفي في 3 فبراير 1879.